# Farragut (Tennessee)
Farragut – miasto w Stanach Zjednoczonych, w stanie Tennessee, w hrabstwie Knox.